# Phyllium
Phyllium is een geslacht van Phasmatodea uit de familie Phylliidae. De wetenschappelijke naam van dit geslacht is voor het eerst geldig gepubliceerd in 1798 door Illiger.

## Soorten
Het geslacht Phyllium omvat de volgende soorten:
- Phyllium athanysus Westwood, 1859
- Phyllium bilobatum Gray, 1843
- Phyllium caudatum Redtenbacher, 1906
- Phyllium celebicum Haan, 1842
- Phyllium drunganum Yang, 1995
- Phyllium elegans Groesser, 1991
- Phyllium ericoriai Hennemann, Conle, Gottardo & Bresseel, 2009
- Phyllium gantungense Hennemann, Conle, Gottardo & Bresseel, 2009
- Phyllium geryon Gray, 1843
- Phyllium hausleithneri Brock, 1999
- Phyllium jacobsoni Rehn & Rehn, 1934
- Phyllium mabantai Bresseel, Hennemann, Conle & Gottardo, 2009
- Phyllium mamasaense Groesser, 2008
- Phyllium mindorense Hennemann, Conle, Gottardo & Bresseel, 2009
- Phyllium monteithi Brock & Hasenpusch, 2003
- Phyllium palawanense Groesser, 2001
- Phyllium parum Liu, 1993
- Phyllium philippinicum Hennemann, Conle, Gottardo & Bresseel, 2009
- Phyllium rarum Liu, 1993
- Phyllium rayongii Thanasinchayakul, 2006
- Phyllium siccifolium (Linnaeus, 1758)
- Phyllium tibetense Liu, 1993
- Phyllium tobeloense Groesser, 2007
- Phyllium westwoodii Wood-Mason, 1875
- Phyllium woodi Rehn & Rehn, 1934
- Phyllium yunnanense Liu, 1993
- Phyllium zomproi Groesser, 2001
- Phyllium asekiense Groesser, 2002
- Phyllium bioculatum Gray, 1832
- Phyllium brevipenne Groesser, 1992
- Phyllium chitoniscoides Groesser, 1992
- Phyllium exsectum Zompro, 2001
- Phyllium frondosum Redtenbacher, 1906
- Phyllium giganteum Hausleithner, 1984
- Phyllium groesseri Zompro, 1998
- Phyllium keyicum Karny, 1914
- Phyllium schultzei (Giglio-Tos, 1912)
- Phyllium sinense Liu, 1990
- Phyllium suzukii Groesser, 2008